# 鳩マン軍曹
鳩マン軍曹、鳩万軍曹（はとまんぐんそう）は、日本の男性声優。主にアダルトゲームに声をあてている。

## 出演作品
太字はメインキャラクター

### ゲーム
- 俺たちに翼はないシリーズ (針生蔵人)
  - 俺たちに翼はない ～Prelude～ (針生蔵人[1])
  - 俺たちに翼はない (針生蔵人[2])
  - 俺たちに翼はない After Story (針生蔵人[3])
  - 俺たちに翼はない R (針生蔵人[4])
- 終わる世界とバースデイ (千ヶ崎陶也[5])
- 終わる世界と双子座のパラダイス (千ヶ崎陶也[6])
- GALTIA（ジークハルト・エーヴェルシュタイン[7]）
- 君がいた季節 (ヘルムート・ニュートンジョン[8])
- Gilded Cage (鷲尾浩史[9])
- 蔵の中はキケンがいっぱい!? (その他）
- サノバウィッチ (保科太一[10])
- 参千世界遊戯 (オライオン・ドレッドノート[11])
- Si-Nis-Kanto（ユーゴ[12]）
- sweet pool (城沼哲雄[13])
- チギリバコ (氷上夜助[14])
- 月に寄りそう乙女の作法 (大蔵衣遠[15])
- 乙女理論とその周辺 -Ecole de Paris- (大蔵衣遠[16])
- 鳥籠のマリアージュ（葉山司[17]）
- 熱砂ノ楽園 (サイード・ジブラン[18])
- 裸執事シリーズ (藤堂亜毅)
  - 裸執事シリーズ (藤堂亜毅[19])
  - 裸執事～やらしつじ＆やさしつじ～ (藤堂亜毅[20])
  - 裸執事ダブル・エディション (藤堂亜毅[21])
- PYGMALION (ダリオ・フォスター[22])
- Figurehead (ゲイル[23])

### ドラマCD
- Si-Nis-Kanto ドラマCD Another Story Vol.2（ユーゴ[24]）
- Behind The MASK～虚飾の墓碑銘(エピタフ)～　泉×町田編 (泉 功一[25])
- sweet poolシリーズ (城沼哲雄)
  - CHiRAL CAFEへようこそ (城沼哲雄[26])
  - sweet pool Drama CD -everblue- (城沼哲雄[27])
  - sweet pool 駒波学園 学園祭 (城沼哲雄[28])
- 裸執事ドラマCD 鬼魂島の夜 ～チン怪奇!? 無人島に眠る鬼伝説～ (藤堂亜毅[29])　※微笑みデイヴ名義
- 上司と後輩と私の3Pナイト（准一[30]）
- 年の差レンアイ～あなたにずっと恋してる～（児島 亮）
- Prison 第4弾 氷上教示の場合（氷上教示）
- 愛属ブラッドバース vol.IV:近衛廉貞編（近衛廉貞）
- 保護者失格。一線を越えた夜（瀬名幸久）
- 恋ノ道・極 一ノ道 河津柳成（河津柳成）

### その他
- Navel2013 エイプリルフール企画 「月に寄りそう乙女の作法 衣遠兄様の華麗なる一日」 (大蔵衣遠[31])
- Navel2014 エイプリルフール企画 「従兄妹理論とその中心」(大蔵衣遠[32])
- Navel2015 エイプリルフール企画 「月に寄りそう乙女の作法１．１」(大蔵衣遠[33])
- Navel2016 エイプリルフール企画 「月に寄りそう乙女の作法Girls Side」(大蔵衣遠)
- Navel2017 エイプリルフール企画 「月に寄りそう乙女の作法Girls Side CM編」(大蔵衣遠)